# Orthactia londti
Orthactia londti är en tvåvingeart som beskrevs av Lyneborg 1988. Orthactia londti ingår i släktet Orthactia och familjen stilettflugor. Inga underarter finns listade i Catalogue of Life.